# 消耗品
消耗品，指在使用過程中，品質或數量會被逐漸消耗、耗損，會隨著被使用及時間而受到破壞或減少的物品。
一次性消耗品有時又稱耗材，是指用完就要丟棄的商品。例如食物和水就是一種會被人消耗的商品。诸如纸张、钢笔、文件夹、便利貼和墨粉或墨盒等办公用品也是消耗品。與之相對的則是耐用品（例如计算机、传真机）。有时，一家公司会以极具吸引力的低价出售耐用品，他們認為消费者可能會以更高的價格购买与之配套的消耗品。如果消耗品使用一次即要丟棄，則此時又被稱為一次性用品。